# 李荣熙
李荣熙（1916年—1997年8月5日），男，湖北武汉人，中国佛教居士，曾任中国佛教协会副会长，北京市政协委员。

## 生平
李荣熙早年皈依佛教。1936年前往斯里兰卡金刚寺佛学院学习，师从金刚智。
1980年当选为中国佛教协会常务理事兼副秘书长；1982年增选为副会长。
1997年8月5日在北京逝世。

## 著作

### 译著
主要译著有《比丘尼传》、《大唐西域记》（英译）、《印度教与佛教史纲》等。

### 编纂
《佛教百科全书》（英文）。